# باول ديفيس (متسابق يخت)
باول ديفيس (بالنرويجية البوكمول: Paul Davis)‏ هو متسابق يخت نرويجي، ولد في 10 فبراير 1958 في تورونتو في كندا.

## وصلات خارجية
- باول ديفيس على موقع أوليمبيديا (الإنجليزية)